# Amelanchier denticulata
Amelanchier denticulata là loài thực vật có hoa trong họ Hoa hồng. Loài này được (Kunth) K. Koch mô tả khoa học đầu tiên năm 1869.